# Las zimozielony

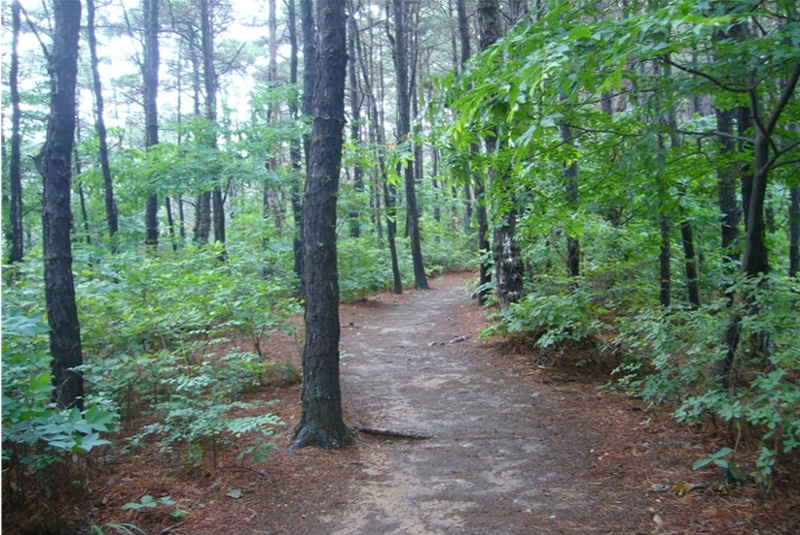
Las zimozielony w Korei Południowej

Las zimozielony – zróżnicowana formacja leśna, która zajmuje niewielkie obszary w strefie klimatu ciepłego i wilgotnego, głównie morskiego i oceanicznego. Lasy tego typu rosną na obszarach wilgotnych o wysokim poziomie opadów deszczu powyżej 1500 mm rocznie do 3000 mm, gdzie nie występuje wyraźna pora zimowa z ujemnymi temperaturami. Do lasów zimozielonych należą także lasy strefy umiarkowanej i subpolarnej.

## Występowanie
Lasy te jak sama nazwa wskazuje nie zrzucają liści w półroczu zimowym, tym różnią się do lasów wiecznie zielonych (las tropikalny), że obejmują one obszary poza strefą międzyzwrotnikową, aczkolwiek w większości przypadków leżą blisko tejże strefy. Lasy takie rosną w Azji Wschodniej, jak np. w południowej Japonii, na Półwyspie Koreańskim. W innym miejscach świata tego typu lasy rosną w strefie nadbrzeżnej Ameryki Północnej i obejmują takie obszary jak Luizjanę, środkową Florydę czy też wschodnie wybrzeże USA. W Ameryce Południowej lasy te występują w Chile, a także na obszarze Nowej Zelandii.

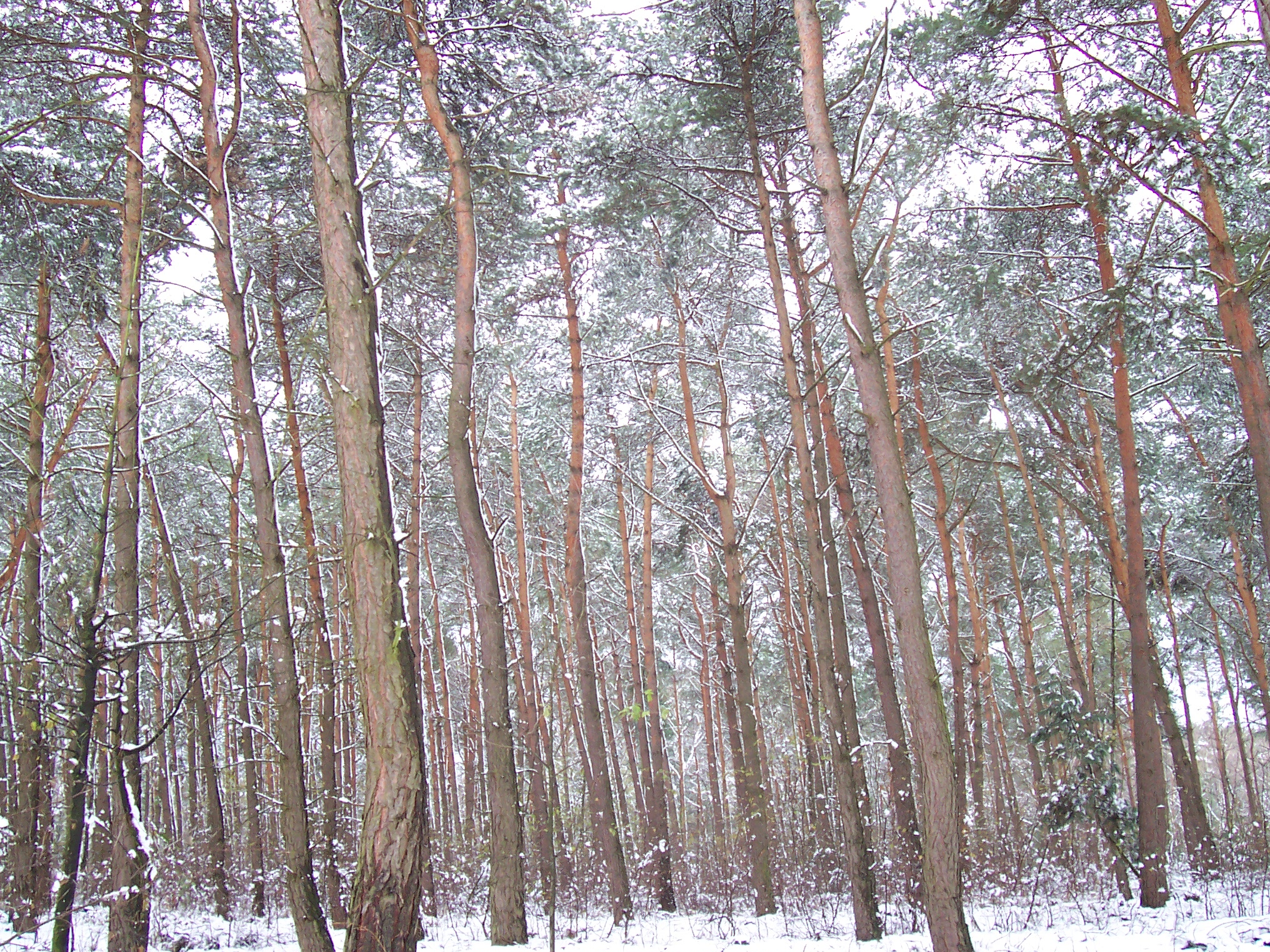
Las zimozielony (bór sosnowy) w Niemczech

## Lasy zimozielone strefy umiarkowanej
Strefa lasów zimozielonych obejmuje także obszary leżące w chłodniejszych strefach klimatycznych (umiarkowanej i subpolarnej). Lasy te występują w Europie, Rosji, Kanadzie i w Skandynawii, czyli wszędzie tam gdzie rosną gatunki drzew wiecznie zielonych. Lasy te obejmują obszary gdzie występuje wyraźna pora zimowa, w tym także w Polsce. Drzewa w tejże strefie określa się mianem zimozielonych. Do tego typu drzew należą gatunki iglaste (określanych mianem drzew iglastych wiecznie zielonych), jak świerk, sosna, jodła z wyjątkiem modrzewia, który traci igły w półroczu zimowym. Lasy te są bardzo powszechne w strefie klimatu subpolarnego, a i też umiarkowanego, gdzie w wielu krajach w tym Polsce mają swój znaczny udział.